# Новая Ельня
Но́вая Ельня — посёлок Нижнесергинского района  Свердловской области России, входит в состав муниципального образования «Нижнесергинское городское поселение». 

## География
Посёлок Новая Ельня муниципального образования «Нижнесергинский муниципальный район», входит в состав муниципального образования «Нижнесергинское городское поселение», расположен в 6 километрах (по автотрассе в 7 километрах) к юго-западу от города Нижние Серги, на правом берегу реки Серга (правый приток реки Уфа). Через посёлок проходит автотрасса Нижние Серги – Михайловск. В окрестностях посёлка, в 1,5 километрах на юг расположен железнодорожный «о.п. 292 км» Свердловской железной дороги.

## Население
| 2002 | 2010 | 2021 |
| ---- | ---- | ---- |
| 37   | ↘26  | ↘13  |